# Lee Seog-jeong
Seog-Jeong Lee (Seul, 1955) é uma arquitecta sul-coreana.
Lee estudou Engenharia Arquitectónica na Universidade de Hanyang (diplomada em 1979, mestrada em 1981) e Desenho Urbano na Universidade de Estugarda (1982-1988), onde se doutorou em 1995. Em sua actividade académica, tem sido professora de Hanyang, Estugarda e da Universidade Nacional de Seul.
Sua carreira profissional dedicou-se principalmente ao planeamento urbano. Assim, em 1997 desenhou a revitalização da Banhofstraße em Esslingen-am-Neckar, em 2004 redigiu as normas básicas de construção da cidade nova de Lijiang, em 2009 participou na reconversão da zona industrial de Dudelange, e também a desenvolvido projectos em Gangseo (Seul, 2009), Hof (2009), Kaohsiung (2011) e Taif (2013).